# Цубер, Иоганн Христиан
Иоганн Христиан Цубер (нем. Johann Christian Zuber; 1713—1783) — российский медик и педагог.

## Биография
Родился в 1713 году в княжестве Ангальт-Бернбург. Изучал медицину в школе, основанной при Санкт-Петербургском Генеральном сухопутном госпитале (ныне Главный военный клинический госпиталь имени Н. Н. Бурденко), которую окончил с производством в подлекаря в 1734 году. 
В 1735 году Иоганн Христиан Цубер получил назначение состоять лекарем при Санкт-Петербургском гарнизоне. Прослужив здесь очень недолго, он был переведен в крепость Святой Анны. 
Во время Азовского похода 1736 года, в ходе Русско-турецкой войны 1735—1739 гг., И. Х. Цубер был прикомандирован к Азовскому драгунскому полку и отправлен на место военных действий, и только через два года был снова переведён в столицу и назначен лекарем в Санкт-Петербургский Генеральный сухопутный госпиталь.
Вскоре, вследствие известий об эпидемии чумы и начала военных действий, Иоганн Христиан Цубер был командирован в Кобелякский госпиталь, числясь в то же время при прежней должности в госпитале, из которого он переведён был в Главное адмиралтейство, где, кроме обязанностей оператора и лекаря, ему было поручено преподавать анатомию ученикам госпиталя, под руководством Шренбера и фон Меллена. 
В 1742 году И. Х. Цубер был назначен врачом при духовной семинарии в Троице-Сергиевской лавре и на этом посту прослужил, по контракту, четыре года; впоследствии контракт был возобновлён и продлён еще на два года, и при этом было включено условие, чтобы И. Цубер обучал семинаристов «лекарскому» искусству. 
В 1752 году он опять был переведен в Адмиралтейский госпиталь, но уже главным лекарем и вскоре Цубер был назначен штаб-лекарем при Кабинете Её Величества, пробыв на этой должности до самой смерти. 
Иоганн Христиан Цубер умер в 1783 году.
Его сын Христиан также посвятил свою жизнь медицине.